# John Douglas Lynch
John Douglas Lynch (* 30. Juli 1942 in Iowa) ist ein US-amerikanischer Herpetologe. Sein Forschungsschwerpunkt ist die neotropische Herpetofauna.

## Leben und Wirken
1964 erforschte Lynch in Mexiko im Rahmen seines Masterstudiums an der University of Illinois die Froschgattung Eleutherodactylus. Nach der Graduierung zum Master of Science schrieb er sich in die University of Kansas ein, wo er unter William Edward Duellman Zoologie studierte. 1967 ging er auf seine erste Expedition nach Ecuador, wo er Frösche der Gattung Eleutherodactylus und der Familie der Glasfrösche (Centrolenidae) sammelte. 1969 promovierte Lynch mit der Doktorarbeit „Evolutionary relationships and osteology of the frog family Leptodactylidae“ zum PhD. 
Während einer Expedition mit María Cristina Ardila Robayo und Pedro Ruiz im Jahre 1980 im Hochland der kolumbianischen Departamentos Cauca und Huila entdeckte er über 20 neue Froscharten. Von 1969 bis 1997 lehrte Lynch als Professor an der University of Nebraska-Lincoln. 1997 wurde er außerordentlicher Professor und Kurator für Herpetologie am Instituto de Ciencias Naturales der Universidad Nacional de Colombia. Seit 1999 lebt Lynch in Kolumbien. Im Sommer 2000 gehörte er zu einem Team von Wissenschaftlern, das für einige Tage von der kolumbianischen Guerilla-Organisation ELN entführt wurde.
Lynch war an den wissenschaftlichen Erstbeschreibungen von über 200 Froscharten beteiligt, darunter viele Taxa aus den Gattungen Eleutherodactylus, Pristimantis und Strabomantis.

## Dedikationsnamen
Nach John Douglas Lynch sind unter anderem folgende Taxa benannt: Atelopus lynchi, Rhaebo lynchi, Centrolene lynchi, Colostethus lynchi, Hyloscirtus lynchi, Noblella lynchi, Pristimantis lynchi sowie die Gattungen Lynchophrys und Lynchius. Das Artepitheton der Salamanderart Pseudoeurycea lynchi bezieht sich auf den Zoologen James Francis Lynch.